# Hubert Loutsch
Pour l’article homonyme, voir Loutsch.
Hubert Loutsch, né le 18 novembre 1878 à Mondercange (Luxembourg) et mort le 24 octobre 1946 à Bruxelles (Belgique), est un avocat et homme d'État luxembourgeois.

## Biographie

### Carrière professionnelle
- 1920-1934 : Président de la compagnie d’assurances et banque “La Luxembourgeoise”

### Parcours politique

#### Président du gouvernement
- 1915-1916 (6 nov. – 24 fév.) : Ministre d’État, président du gouvernement, directeur général des Affaires étrangères

#### Membre de la Chambre des députés
Au milieu des années 1920, il quitte le Parti de la droite (RP) et fonde l'Union nationale indépendante (en luxembourgeois : Onofhängeg National Vereenegung et en allemand : Unabhängige Nationale Vereinigung) avec le vétérinaire Jean-Pierre Kohner (lb) et d'autres dissidents de la droite cléricale. Lors des élections législatives du 1er mars 1925, il présente une liste de seize candidats dans la circonscription Sud et de treize candidats dans la circonscription Centre du pays. En tant que têtes de liste dans leurs circonscriptions respectives, Hubert Loutsch et Jean-Pierre Kohner sont les deux seuls élus. 

## Décorations
- Commandeur de l'ordre de la Couronne de chêne[2] (Luxembourg)
- Grand officier de l'ordre d'Adolphe de Nassau[2] (Luxembourg)
- Grand-croix de l'ordre de la Couronne[2] (Italie)